# Hampshire
Hampshire – hrabstwo administracyjne (niemetropolitalne), ceremonialne i historyczne w południowej Anglii, w regionie South East England, położone nad kanałem La Manche i cieśniną Solent.
Powierzchnia hrabstwa administracyjnego wynosi 3679 km², a liczba ludności 1 317 800 (2011). Hrabstwo ceremonialne, obejmujące dodatkowo dwie jednostki administracyjne unitary authority – Southampton i Portsmouth, liczy 3769 km² powierzchni i 1 759 800 mieszkańców (2011).
Na południowym wybrzeżu Hampshire zlokalizowane są dwa największe miasta – Southampton i Portsmouth, oba posiadające status city i będące jednymi z głównych brytyjskich portów morskich. Ośrodkiem administracyjnym hrabstwa jest Winchester. Innymi większymi miastami w hrabstwie są Basingstoke, Eastleigh, Gosport, Farnborough oraz Aldershot.
Na terenie hrabstwa znajdują się dwa parki narodowe – New Forest oraz South Downs.
Na zachodzie Hampshire graniczy z hrabstwami Dorset i Wiltshire, na północy z Berkshire, a na wschodzie z Surrey i West Sussex. Na południe od hrabstwa znajduje się oddzielona cieśniną Solent wyspa Wight.

## Podział administracyjny
W skład hrabstwa wchodzi jedenaście dystryktów. Jako hrabstwo ceremonialne Hampshire obejmuje dodatkowo dwie jednostki typu unitary authority.
1. Gosport
2. Fareham
3. Winchester
4. Havant
5. East Hampshire
6. Hart
7. Rushmoor
8. Basingstoke and Deane
9. Test Valley
10. Eastleigh
11. New Forest
12. Southampton (unitary authority)
13. Portsmouth (unitary authority)